# Galdi (famiglia)
La famiglia Galdi è una famiglia nobile italiana, presente tra le famiglie dei patriziati di Rimini, Vicenza, Napoli (Sedili di Nido e Capuana), Salerno (Sedile di Portanova), Ischia, Giovinazzo e Reggio.
In Europa altri rami della famiglia sono fioriti in Provenza, Scozia e Spagna.

## Storia
Le origini leggendarie della famiglia vengono fatte risalire a Gaio Celio Galdo, tribuno della plebe e poi console romano, secondo quanto riportano i diplomi dell’imperatore Federico II di Svevia e di Federico II d’Aragona re di Sicilia. 
Parte della Famiglia con Lucio, figlio di Gaio Celio Galdo, al seguito di Druso germanico passò in Svevia, nel 9 a.C., da lì si diffuse in Provenza e in Italia (Sicilia, Rimini, Vicenza, Napoli).
Una delle prime attestanzioni sulla presenza dei Gualdo in Italia risale all'anno 960. In Umbria, l’imperatore Ottone I concesse la Signoria di varie terre al nobile Wald (Gualdo) e suo nipote Aicardo (cattaneo alias capitano) fece costruire un castello che, dal patronimico e dal suo titolo, fu denominato la Rocca di Gualdo Cattaneo.
Gherardo (figlio di Wittikindi) e Landolfo Gualdo Svevo, padre e figlio, passeranno in Italia dalla Svevia, a Rimini, nel 1220 e poi si trasferiranno nel Regno di Napoli e Sicilia.
A Rimini la famiglia riceve l’investitura dei titoli di Cavalieri e Conti Palatini del Sacro Romano Impero e dell’Aula Pontificia Lateranense.

## Linee principali

### Ramo provenzale
I primi documenti d’archivio riguardanti il ramo della Famiglia d'Agoult (de Agaldo) proveniente dalla Provenza, risalgono all’anno 852. Grazie, infatti, alla comparazione tra il Cartulaire de Cluny e il Cartulaire d’Apt è stato possibile ricostruire le origini di questo ramo familiare fino a questa data.

### Ramo italiano
Rimini, Vicenza e Buxalca
Longaritone, figlio di Wittikindi e fratello di Gherardo Gualdo Svevo, genererà due figli: 
- da Wiberto, primogenito, hanno avuto origine i rami dei Gualdo di Rimini e Vicenza;
- da Tornainbene, secondogenito, quello dei Gualdo Baroni di Buxalca[4], in Sicilia.

Successive fonti documentali in italia della famiglia sono costituite da tre differenti concessioni di Privilegi Imperiali di Federico II di Svevia, del 1220, del 1229 e del 1235.
Con il primo, Tornainbene Gualdo viene nominato governatore di Siracusa e, mediante il secondo viene ratificata l’investitura, a favore di Soldano I Gualdo, della Baronia di Buxalca in Sicilia, che gli era stata donata nel 1228 dal nonno della moglie, Ruggero Logoteta. 
Napoli e Sicilia
Con Diploma Imperiale dell'imperatore Federico II, dato il 25 Luglio 1235 a Magonza, Landolfo (di Gherardo Gualdo Svevo, il quale ricopriva la carica di Imperiale Vicegerente di Svevia e fratello di Longaritone, figli di Wittikindi), venne nominato cavaliere.

### Ramo scozzese
La tradizione leggendaria narra che la Gens Coelia abbia dato anche diciotto Re di Scozia, a partire da Corbredus II Galdus, ventunesimo re di Scozia e asceso al trono nel 76 d. C, fino ad Eugenius I (secondo altre fonti noto come Evenus), ventinovesimo re di Scozia dal 364 al 376, ucciso in battaglia combattendo i Pitti.
Orberto Ingaldo, al tempo di Enrico VIII Tudor, custodì la fede cattolica e suo figlio Arnone, a causa della persecuzione religiosa, riparò in Irlanda. Il figlio di quest’ultimo, Bertrano Ingaldo, dalla regina Maria Tudor fu reintegrato nei beni paterni ed onorato con ulteriori incarichi .

## Membri illustri
Ramo di Provenza
- Roberto I d’Albion (possedeva il Pagus Albionis);
- Folco II d’Albion, padre di San Maiolo.
- Amelio di Agaldo[10] Signore di Corbano, si trasferì in Italia nel 1265, al seguito di Carlo d’Angiò. Fu Gran Siniscalco di Provenza e Lombardia, ambasciatore presso la Repubblica di Venezia, partecipò alla battaglia di Tagliacozzo, contro Corradino di Svevia e fatto prigioniero. Fu poi ambasciatore presso Stefano V d’Ungheria ed a Vienna componente della terza ambasceria per trattare il matrimonio tra Carlo Martello d’Angiò con Clemenza, figlia dell’imperatore Rodolfo d’Asburgo. Amelio divenne Giustiziere unico d’Abruzzo nel 1283.
- Raimondo. Barone di Sault, Visconte di Reillane, Conte di Geraci, fu nel 1365 Gran Ciambellano della regina Giovanna di Napoli e Ammiraglio dei mari del Levante, Gran Siniscalco di Provenza.
- Amelio III d’Agaldo, parteggiò per gli Angiò contro i Durazzo e in seguito alla vittoria del partito Durazzesco, fu privato dei feudi di San Flaviano (12 Aprile 1382), Civita Tomacchiara (15 Aprile 1383); i feudi di Varano, la metà di Poggio Casanova ed alcune parti di Troia (18 Luglio 1385) tolti a Giacomo di Luigi de Agoult; Tortoreto (8 Marzo 1386) tolto allo stesso Amelio III. Il 21 Aprile 1393 il pontefice Bonifacio IX confermò ad Antonio d’Acquaviva tutte queste concessioni fatte da Carlo III di Durazzo e da Ladislao[11].

Ramo di Rimini
- Geraldo: vescovo di Rimini nel 1366;
- Francesco de Gualdi: Abate del monastero di San Giuliano nel 1399;[12]
- Galeotto de Gualdis: conte, nipote di Galeotto Malatesta. Fu Rotae Florentinae Auditor, Romae Senator nell’anno 1509;[13]
- Don Francesco Gualdi (1574-1657): fu Cavaliere dell’Ordine di S. Stefano di Toscana, Cameriere segreto dei papi Leone XI, Gregorio XV e Urbano VIII, Senatore di Roma. Grande collezionista di antichità, godé dell’appoggio di papa Innocenzo X, collocò un imponente sarcofago paleocristiano nell’atrio del Pantheon, con un’epigrafe rivolta contro l’ignoranza iconoclasta dei protestanti.

Ramo di Vicenza
- Stefano Gualdo, conte: nel 1532 fu nominato, insieme ai suoi discendenti, dall’Imperatore Carlo V, Equites Aurati e Conti Palatini del Sacro Romano Impero.
- Bianca Gualdo Priorato: ultima della Famiglia, sposa l’avv. Gaetano Zilio Grandi, Presidente dell’Ordine degli Avvocati di Vicenza ed alla morte di questi, nel 1950, palazzo Gualdo diverrà così la sede dell’Ordine degli Avvocati della città.

Ramo di Sicilia
- Tornainbene Gualdo: nominato nel 1220 da Federico II governatore di Siracusa[14];
- Soldano I Gualdo: nominato nel 1229 da Federico II barone di Buxalca in Sicilia, che gli era stata donata nel 1228 dal nonno della moglie, Ruggero Logoteta.

Ramo di Napoli (Galdi d'Aragona)

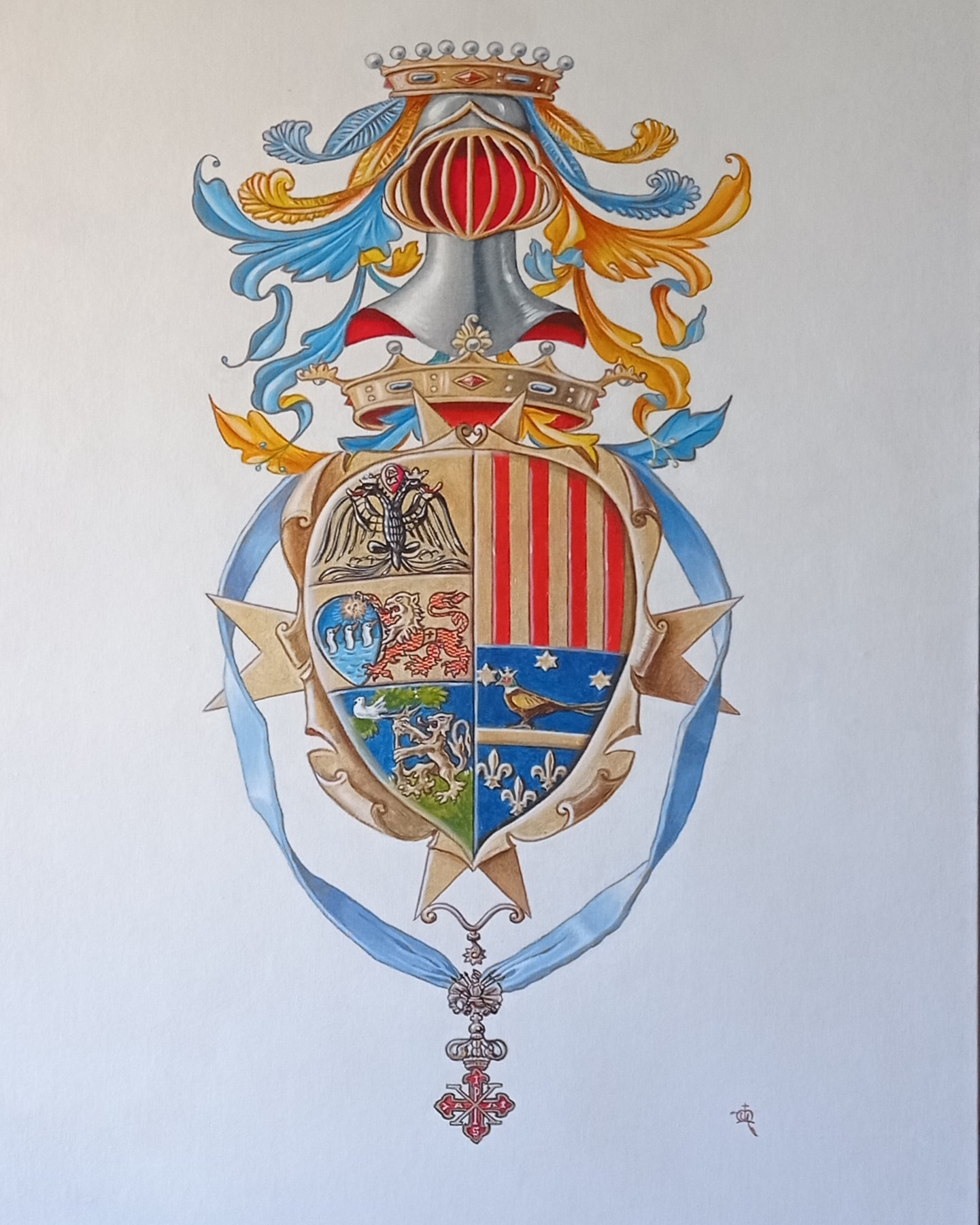
Stemma della Famiglia Galdi d’Aragona

- Landolfo, Cavaliere, Imperiale Consigliere, Gran Giustiziere del Regno di Sicilia Ultra Pharum come da Diploma dell’Imperatore Federico II dato in Magonza il 25 Luglio 1235.
- Francesco, fratello di Landolfo: fu Dottore in Sacra Teologia, nonché Canonico messinese e Vescovo di Cefalù;[15]
- Giovan Luigi Galdo I: fu investito della baronia del Castrum Agrigentinum e Federico II d’Aragona Re di Sicilia lo creò Regio Cavaliere[16].
- Landolfo: Governatore d’Ischia, con Diploma del Re Federico II d’Aragona (Catania, Luglio 1299) venne nominato Cavaliere e Governatore perpetuo delle isole di Ischia e Procida Maggiore e Minore. Prese in moglie Agnese d’Altavilla, figlia di Riccardo, Cameriera della Regina Leonora, figlia di Carlo I d’Angiò e moglie di Re Federico II d’Aragona Re di Sicilia;[17]. Ebbe una figlia di nome Restituta, che fu data in sposa a Giovanni da Procida Iuniore, figlio di Landolfo da Procida e fratello del famoso autore dei Vespri Siciliani, Giovanni da Procida. Il Boccaccio raccontò la loro storia d’amore.[18]L’episodio, inoltre, fu di ispirazione per Torquato Tasso, il quale nella Gerusalemme Liberata diede al giovane il nome di Olindo ed alla fanciulla quello di Sofronia.
- Don Giovanni in Galdo: nel 1495 trasferì la Famiglia dal Regno della Sicilia Ultra Pharum nel Principato Citeriore, ebbe vari figli tra i quali: Don Bartolomeo
- Don Bartolomeo in Galdo: dal quale ha origine il ramo di Spagna, a Villa Reale di Medina del Campo. E' insignito di illustri cariche sotto Re Ferdinando il Cattolico.
- Don Nicolazzo: Uditore Generale delle Galere di Napoli, poi Avvocato Fiscale nella Calabria Ultra, prende in moglie Giovanna Maria d’Aragona e da re Carlo II d’Asburgo-Spagna viene dichiarato: “Regalis domus familiaris, domesticus et benemeritus”, con Privilegio del 1 marzo 1677 la Famiglia unisce al proprio il cognome d’Aragona;[19] [20]
- Don Ferdinando, conte, avvocato in Valladolid ed aperto alle nuove istanze illuministe, fu denunciato dal Duca dell’Infantado quando quest’ultimo scoprì la sua corrispondenza epistolare con intellettuali francesi. I suoi beni furono confiscati e venduti all’incanto. Morì tra le torture della polizia di Stato.
- Don Vincenzo Ambrogio[21] (7 dicembre 1743 - 8 aprile 1820): Conte Palatino del Sacro Romano Impero e dell’Aula Pontificia Lateranense, Conte del Galdo e di Belforte, Avvocato Fiscale del Regno presso la Santa Sede e per la difesa delle cause regali dell’abolita Commissione di Terra Santa. Nel 1759, a soli sedici anni, fondò l’Accademia Salernitana degli Immaturi, ed una volta che la ebbe trasferita a Napoli fu chiamata “Reale Arcadia Sebezia Mergellina”. Considerata erede dell'Accademia aragonese si inserì in quell’ambito della cultura europea in difesa della religione. Il suo progetto politico-culturale in difesa del Trono e dell’Altare, tentò di offrire un sostegno ideologico alla Corona napoletana. L’11 febbraio 1794 viene nominato Conte del Sacro Palazzo e dell’Aula Lateranense, nonché Cavaliere della Milizia Aurata, tutti titoli di cui la famiglia si fregiava sin dal XIII secolo, a Rimini e Vicenza;[4]
- Don Matteo Angelo, (5 ottobre 1765 - 31 ottobre 1821): Barone, Cavaliere del Real Ordine delle Due Sicilie, Patrizio di Reggio e Giovinazzo. Ambasciatore della Repubblica Cisalpina presso la Repubblica Batava, intendente del Molise e della Calabria Citeriore, Ministro della Pubblica Istruzione, Presidente del Parlamento Napoletano del 1820. Rimasto orfano in giovane età, il fratello maggiore ne curò gli studi, affidandolo alla guida di Francesco Mario Pagano e Gaetano Filangieri, dai quali fu introdotto alla scuola economica fisiocratica francese ed alla dottrina dell’egualitarismo.

Questo ramo della Famiglia è ricevuto per giustizia nel Ordine costantiniano di San Giorgio.